# گمینا سنجیوویتسه
گمینا سنجیوویتسه (به لهستانی:  Gmina Sędziejowice) یک گمینا در لهستان است که در شهرستان واسک واقع شده‌است. گمینا سنجیوویتسه ۱۲۰٫۱۷ کیلومتر مربع مساحت و ۶٬۵۲۳ نفر جمعیت دارد.